# Буктиња (Неготин)
Буктиња је часопис за књижевност, уметност и културу који излази у Неготину. Уређује и објављује га Kрајински књижевни клуб са седиштем у Неготину. Излази од октобра 1954. године, са повременим прекидима, до данас.

## Историјат
Настао као часопис средњошколских литерарних дружина давне 1954. године када се појавио први број Буктиње, након тога и више деценијске паузе оснивач постаје Књижевна Омладина Општине Неготин и мења име у часопис за књижевност, уметност и културу „Буктиња”, који остаје до дана данашњег. Прекид у излажењу је био од 1956. до 1984. године.
Поднаслови од маја 1985. Реч и мисао младих; од бр. 9 (1998) Часопис за културу, уметност и књижевност; од бр. 19 (2008) Часопис за књижевност, уметност и културу. 
Уредници
- Први и прва четири броја у 1954. години уредио је Мирослав Петковић;
- Од 1955. године главни и одговорни уредник Божидар Милошевић и изашао је само један број.
- Од маја 1985. године главни и одговорни уредник Власта Младеновић;
- Од бр. 9 (1998) главни и одговорни уредник Миодраг Златковић;
- Од бр. 19 (2008) главни и одговорни уредник Горан Вучковић;
- Од бр. 47 (2016)главни и одговорни уредник Миљан Ристић;[2]
- Од бр. 54 (2018) главни и одговорни уредник Споменка Ст Пулулу;
- Од бр. 58/59 (2019) главни и одговорни уредник Саша Скалушевић;[3]

Издавачи
- Од маја 1985. Књижевна омладина општине Неготин;
- Од бр. 19 (2008) Крајински књижевни клуб и Народна библиотека "Доситеј Новаковић", Неготин;
- Од бр. 23 (2010) Крајински књижевни клуб, Неготин;
- Од бр. 43 (2015) Књижевно-издавачко друштво "Лексика" и Крајински књижевни клуб, Неготин;
- Од бр. 47 (2016) Крајински књижевни клуб, Неготин;
- Садашња Буктиња обновљена је 1984. године, од тада излази редовно као годишњак а од 2009. године четири издања годишње. До сада (2022) објављено је 80 бројева часописа.

## Концепција часописа
За више од пола века свог постојања часопис је својим прилозима, темама, тенденцијама и радовима, оформио круг како читалаца тако и аутора, који осећају и кореспондирају најпре са Неготинском, односно Тимочком Крајином, својим делом или рођењем али и са целокупном српском и регионалном књижевном и теоријском продукцијом, са простора бивше Југославије. Обзиром да се часопис односно седиште издавача налази на тромеђи држава Србије, Румуније и Бугарске и као такав изискује занимање и за културу поменутих држава и језика. Часопис се штампа на ћирилици српског језика.
У периоду од 2008-2013, часопис је имао подлистак Пламичак: кутак за децу : подлистак часописа Буктиња. Укупно је објављено шест поменутих подлистака.

## Награде и признања
- Плакета Фестивала „Мокрањчеви дани”, Неготин 2006. године
- Награда „Сергије Лајковић”, за допринос и афирмацију књижевног стваралаштва младих, „Фестивал Младих песника града Зајечара“ 2016. године
- Награда „Неготински културни добротвор” удружења Неготинских ентузијаста 2018. године